# Njamaagiin Altanchujag
Njamaagiin Altanchujag (mongolisch Нямаагийн Алтанхуяг, englisch Nyamaagiin Altankhuyag, wiss. Transliteration Njamaagijn Altanchujag; * 27. September 1970) ist ein ehemaliger mongolischer Boxer.

## Sport
Njamaagiin Altanchujag trat bei den Olympischen Sommerspielen 1988 in Seoul und 1992 in Barcelona an. 1988 kam er im Bantamgewichtsturnier schied er im Viertelfinale gegen Phajol Moolsan aus und belegte Rang 5. 1992 schied er im Halbweltergewicht gegen Peter Richardson im Achtelfinale aus. Einen weiteren Erfolg konnte er bei den Asienspielen 1990 in Peking erringen, wo er im Halbweltergewicht die Bronzemedaille gewann.